# Champs-sur-Yonne
Champs-sur-Yonne is een gemeente in het Franse departement Yonne (regio Bourgogne-Franche-Comté) en telt 1382 inwoners (1999). De plaats maakt deel uit van het arrondissement Auxerre.

## Geografie
De oppervlakte van Champs-sur-Yonne bedraagt 4,4 km², de bevolkingsdichtheid is 314,1 inwoners per km².
De onderstaande kaart toont de ligging van Champs-sur-Yonne met de belangrijkste infrastructuur en aangrenzende gemeenten.

## Demografie
Onderstaande figuur toont het verloop van het inwonertal (bron: INSEE-tellingen).
1. ↑  Populations de référence 2022.